# Wilfrid Michael Voynich
Wilfrid Michael Voynich (Telšiai, 1865. október 31. – New York, 1930. március 19.), Michał Habdank-Wojnicz néven született lengyel forradalmár, Nagy-Britanniában és az Amerikai Egyesült Államokban élő antikvárius, a Voynich-kézirat róla kapta a nevét.

## Élete
Michał Wojnicz lengyel-litván nemesi család gyermekeként született Telsi városában, az Orosz Birodalom Kovnói kormányzóságában (ma Telšiai, Litvánia).
1885-ben Varsóban Wojnicz csatlakozott Ludwik Waryński forradalmi szervezetéhez, a Proletarjat-hoz. 1886-ban miután sikertelenül próbálták kiszabadítani egyik társukat a Varsói Citadellából, akit korábban halálra ítéltek, Wojniczot letartóztatták és 1887-ben büntetőmunkára Tunkába (Szibéria) küldték.
1890-ben elmenekült Szibériából, Londonba érkezett, és felvette a Wilfryd keresztnevet. 1893-ban feleségül vette forradalmár-társát, Ethel Lilian Boole-t, a híres brit matematikus – George Boole – lányát.
1895-ben, miután Szergej Kravcsinszkij – a titkos forradalmi társaságuk vezetője – meghalt, a Voynich-házaspár befejezte forradalmi tevékenységét, és 1898-ban Voynich könyvesboltot nyitott Londonban, majd 1914-ben New Yorkban.

## A Voynich-kézirat
Voynich mint bibliofil és antikvárius igyekezett minél több könyvritkaságot felkutatni. Az egyik leghíresebb középkori kézirat, amit 1912-ben a Mondragone villában (Monte Porzio Catone, Olaszországban) megszerzett, a Voynich-kézirat volt. A művet ismeretlen nyelven írták, amit sok nyelvész próbált megfejteni, eddig sikertelenül.